# Енгер
Енгер (нім. Enger) — місто в Німеччині, знаходиться в землі Північний Рейн-Вестфалія. Підпорядковується адміністративному округу Детмольд. Входить до складу району Герфорд.
Площа — 41,21 км2. Населення становить 20 469 ос. (станом на 31 грудня 2020).

## Персоналії
- Матильда Вестфальська (895—968) — німецька королева, з 909 року дружина (друга) короля Генріха I Птахолова.

## Географії

### Сусідні міста та громади
Енгер межує з 5 містами / громадами:
- Шпенге
- Бюнде
- Гідденгаузен
- Герфорд
- Білефельд

## Галерея

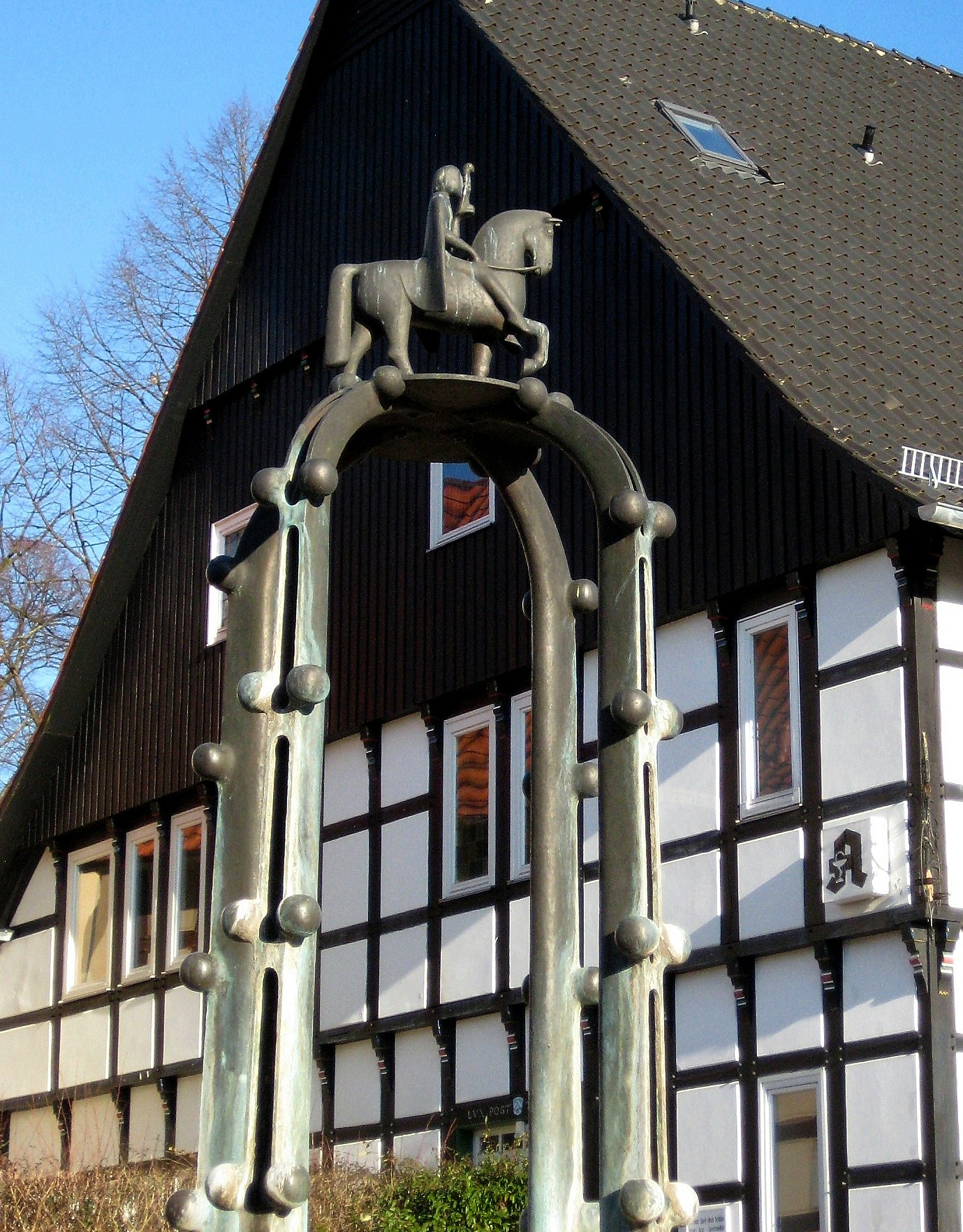
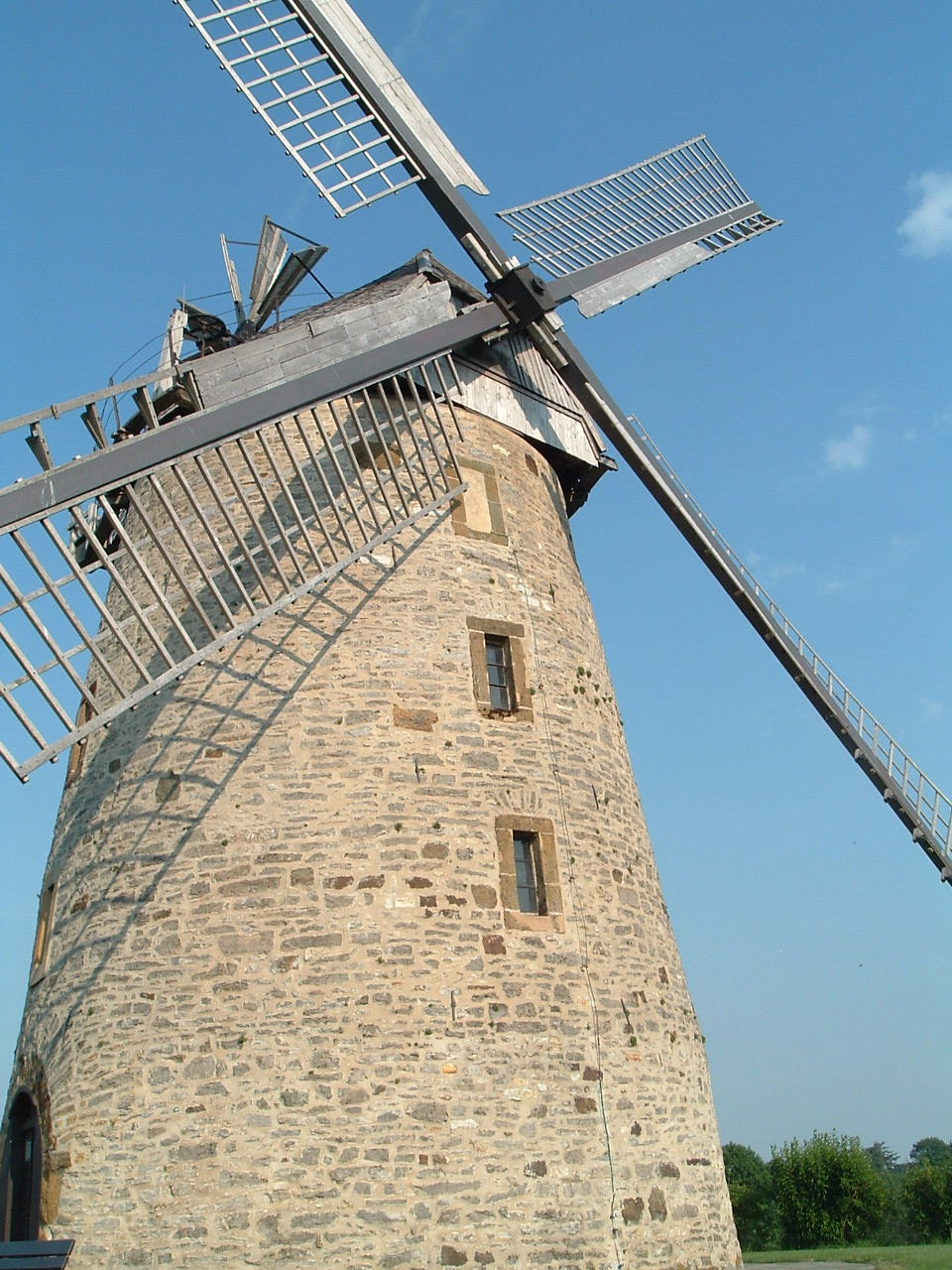
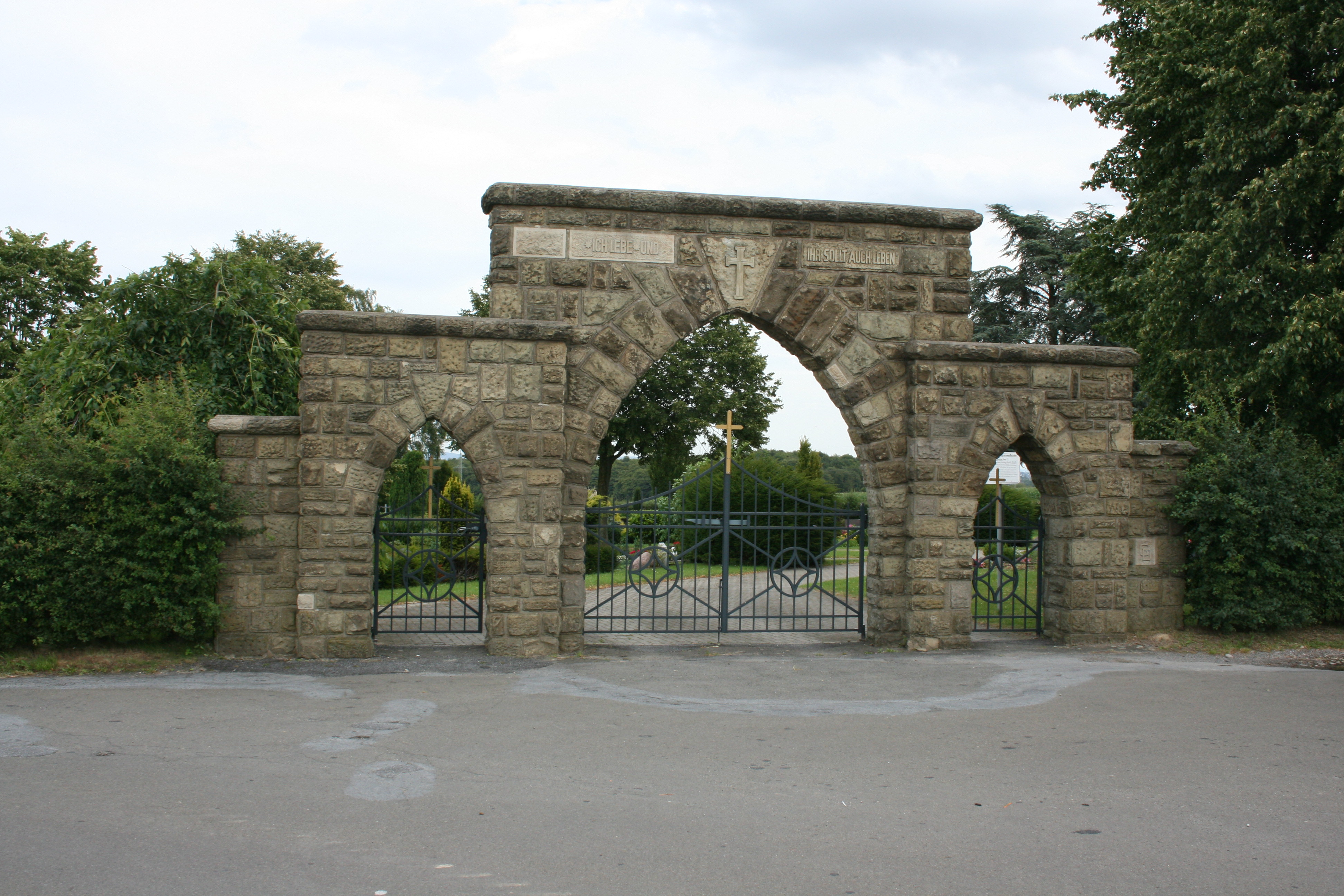
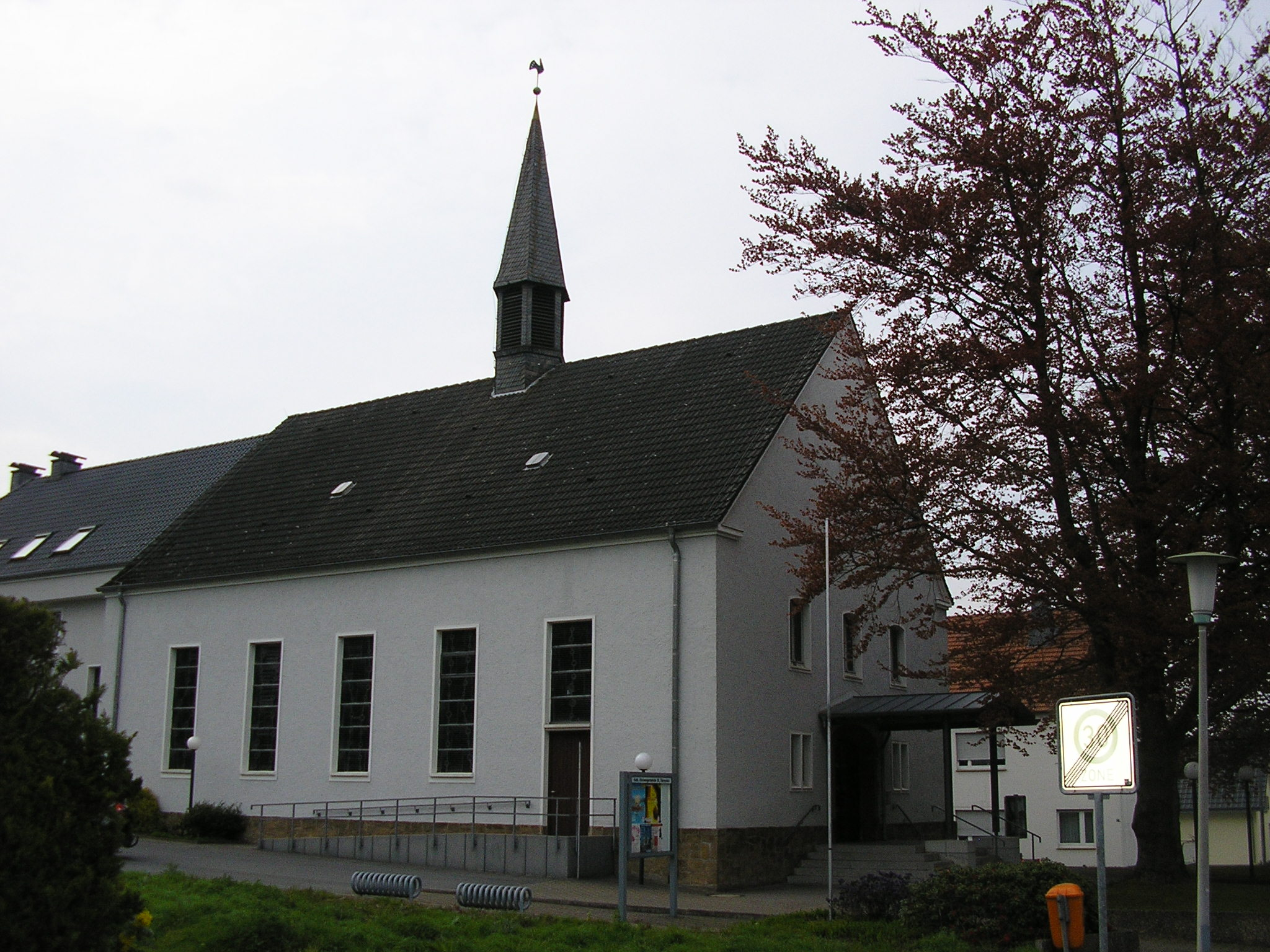
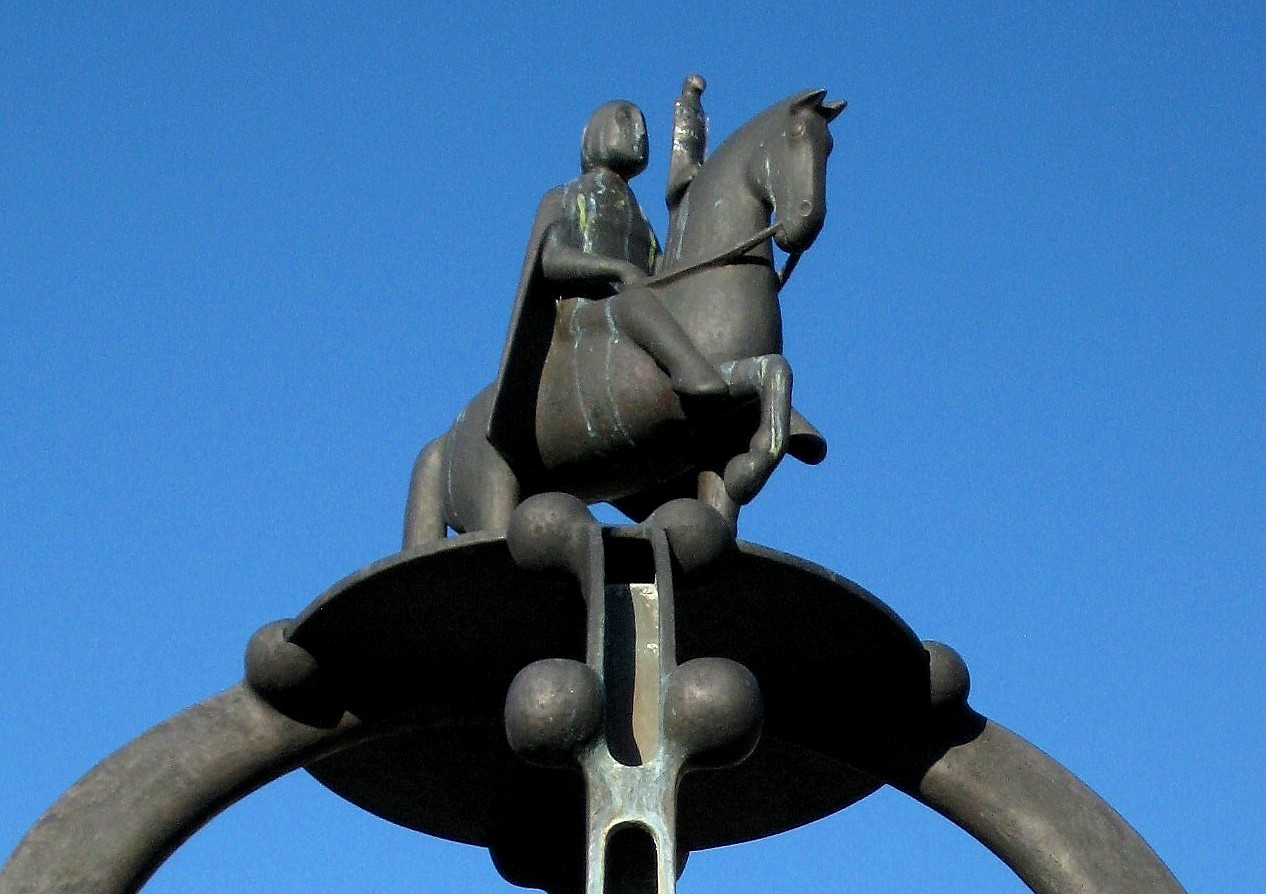
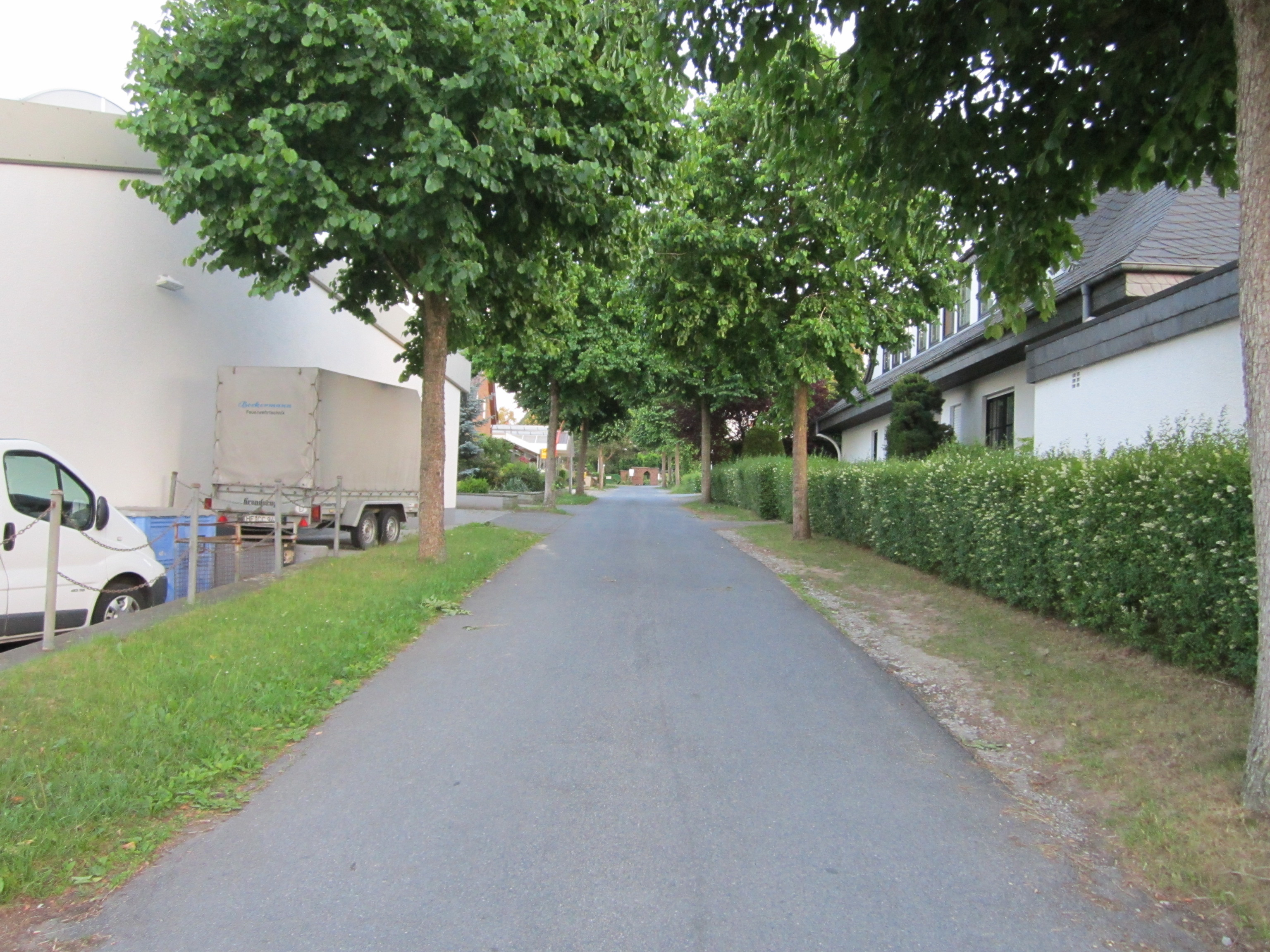

### Адміністративний поділ
Місто складається з 9 районів:
- Бельке-Штайнбек
- Безенкамп
- Драєн
- Енгер
- Геррінггаузен
- Ольдінггаузен
- Педінггаузен
- Зіле
- Вестеренгер